# Dedoplis Mindori
Dedoplis Mindori (em georgiano:  დედოფლის მინდორი, literalmente, "Prado da rainha") é um sítio arqueológico na região centro-leste da Ibéria Interior, na Geórgia. É um sítio onde foram encontradas algumas ferramentas de pedra Acheulean e Mousterian, enterros do final da Idade do Bronze para a Idade do Ferro, e vários assentamentos e enterros da Antiguidade clássica e da Idade Média. 
De particular importância é um complexo do que foram outrora edifícios religiosos, datados entre os séculos II e I aC e inscritos na lista de monumentos culturais de importância nacional da Geórgia. A planície de Dedoplis Mindori está ao lado de um grupo de montes, conhecido como Aradetis Orgora, onde os achados arqueológicos abrangem vários períodos da seqüência cultural local, desde o Calcolítico até a Alta Idade Média.

## Descrição
Dedoplis Mindori é uma planície que ocupa a área de aproximadamente 25 quilômetros quadrados, cerca de 3 km a oeste da cidade de Aradeti, no município de Kareli. Em seu limite sul, onde o rio Ptsa se junta ao Kura, perto da cidade de Doghlauri, está Aradetis Orgora, um grupo de três montes, o dominante conhecido como Dedoplis Gora ("Colina da Rainha") que sobe para 34 m sobre o rio. Uma série de estudos de reconhecimento arqueológico explorou a planície e os montes nas décadas de 1950 e 1960, mas o estudo arqueológico sistemático da área foi conduzido sob a direção de Iulon Gagoshidze de 1972 a 1982. As escavações revelaram um extenso complexo de edifícios Religioso em Dedoplis Mindori e um complexo palaciano em Dedoplis Gora. As escavações em Aradetis Orgora permanecem em andamento, como parte do projeto arqueológico georgiano-italiano da Ibéria Interior, uma colaboração do Museu Nacional da Geórgia e da Universidade Ca 'Foscari de Veneza, lançada em 2009.
A porção central da planície de Dedoplis Mindori é ocupada por um complexo de edifícios religiosos, com uma área total de 4 ha (225 × 180 m). O complexo é composto por oito templos, duas portas de acesso, casas e outras estruturas acessórias, construídas simultaneamente de acordo com um plano retangular uniforme bem projetado. Os edifícios, voltados para o sul-norte, cercam um pátio central, medindo 105 × 103 m. Eles tinham paredes de adobe, com bases de paralelepípedos e, com exceção do templo principal, estavam cobertos com telhas de terracota . As colunas de madeira dos templos e as portas foram coroadas com capitéis de arenito, adornadas com esculturas.
O templo principal está localizado no extremo sul do complexo. Com uma sala de coluna como elemento arquitetônico central, seu design é inspirado em uma tradição arquitetônica aquemênida. As paredes do templo tinham sido rebocadas e adornadas com murais. Um templo menor de design semelhante está localizado na borda norte do pátio, com um telhado ambulatorial e telhas inclinadas, o que lhe confere uma aparência "helenística". Outros seis locais de adoração arquitetonicamente mais simples são encontrados nas proximidades. 
Edifícios religiosos são cercados por casas contemporâneas, provavelmente para aqueles que serviram no santuário. A mais de 400 m a noroeste, há restos de um assentamento de trabalhadores da construção civil e artesãos, além de um poço de argila, com uma série de cerâmicas descartadas e quebradas.